# Al-Kábil
al-Kábil (arabsky القابل‎ al-Qābil‎; anglicky al-Qabil ) je ománský vilájet (provincie) v guvernorátu Severní aš-Šarkíja. Při sčítání lidu v roce 2003 byl přesný počet obyvatel 13 565. Na území vilájetu se rozkládá okolo 21 vesnic, přibližně 69 archeologických nalezišť a kolem 50 zavlažovacích systémů označovaných jako faladže. Nejvíce významnými faladži jsou al-Kábil, al-Mudirab a al-Nabá.
Zdejší lidé jsou nejčastěji zaměstnaní v zemědělství. Hlavními pěstovanými plodinami jsou datle a citrusové plody. Co se týče chovu zvířat, jedná se nejčastěji o koně a velbloudy. Rozšířeným řemeslem je tkaní, dále pak výroba z palmových listů.